# Sri Mulyani Indrawati
Sri Mulyani Indrawati, née le 26 août 1962 à Bandar Lampung (Sumatra), est une femme politique indonésienne. Elle est ministre des Finances de 2005 à 2010, dans le Cabinet Indonésie Unie du président Yudhoyono, et de nouveau depuis juillet 2016, dans les Cabinets de Travail et Indonésie En avant du président Joko Widodo et dans le Cabinet Rouge Blanc du président Prabowo Subianto.
Entre ces deux périodes au ministère, elle occupe le poste de directrice générale chargée des opérations au Groupe de la Banque mondiale, regroupement de cinq organisations intergouvernementales réalisant des prêts à effet de levier pour les pays en développement. Elle copréside à ce titre les sessions de reconstitutions de l'Association internationale de développement. 

## Éducation et débuts
Sri Mulyani Indrawati naît le 26 août 1962 à Tanjung Karang (actuelle Bandar Lampung) dans la province de Lampung, situé à l'extrémité sud de l'île de Sumatra. Elle est le septième enfant de deux professeurs d'université.
Elle obtient son premier diplôme à l'Université d'Indonésie en 1986, avant d'obtenir un master et un doctorat en économie à l'Université de l'Illinois à Urbana-Champaign en 1992.
En 2001, elle part pour Atlanta afin de travailler comme consultante pour l'Agence des États-Unis pour le développement international (USAID) sur des programmes visant à renforcer l'autonomie de l'Indonésie. Elle donne des conférences sur l'économie indonésienne en tant que professeur invité à l'Andrew Young School of Policy Studies de l'Université d'État de Géorgie. De 2002 à 2004, elle est directrice exécutive du conseil d'administration du Fonds monétaire international, représentant douze économies d'Asie du Sud-Est.
Elle est mariée à l'économiste Tony Sumartono, avec qui elle a trois enfants.

## Ministre des Finances
Sri Mulyani est choisie comme ministre des Finances en 2005 par le président Susilo Bambang Yudhoyono. Elle est alors la première femme à occuper ce poste. L'un de ses premiers actes est de licencier des agents corrompus des impôts et des douanes. Elle lutte contre la corruption, lance des réformes au bureau des impôts et des douanes et développe ainsi une réputation d'intégrité.
Elle réussit à augmenter les investissements directs en Indonésie. En 2004, l'année de l'entrée en fonction du président Yudhoyono, l'Indonésie reçoit 4,6 milliards de dollars d'investissements étrangers directs. L'année suivante, elle attire 8,9 milliards de dollars.
Au cours de son mandat, en 2007, l'Indonésie enregistre une croissance économique de 6,6 %, taux le plus élevé depuis la crise financière asiatique de 1997. Cependant, la croissance baisse en 2008 à 6 % en raison du ralentissement économique mondial. Du 13 juin 2008 au 20 octobre 2009, Sri Mulyani assure les fonctions de ministre coordinatrice des Affaires économiques par intérim, en remplacement de Boediono, nommé à la direction de la banque centrale indonésienne.
Pendant son mandat de ministre des Finances, les réserves de change du pays ont atteint un niveau record de 50 milliards de dollars. Elle supervise une réduction de la dette publique à environ 30 % du produit intérieur brut, contre 60 %, ce qui permet à l'Indonésie de vendre plus facilement sa dette à des investisseurs institutionnels étrangers. Elle révise également les structures d'incitation pour les fonctionnaires de son ministère et commence à payer des salaires plus élevés aux fonctionnaires des impôts jugés non corrompus afin qu'ils soient moins tentés d'accepter des pots-de-vin.
Après la réélection de Yudhoyono en 2009, elle est reconduite dans ses fonctions. En 2009, l'économie indonésienne progresse de 4,5 % alors que de nombreuses régions du monde sont en récession. L'Indonésie est alors l'une des trois principales économies émergentes à enregistrer une croissance supérieure à 4 % en 2009, les deux autres étant la Chine et l'Inde. Sous sa supervision, le gouvernement réussit à faire passer le nombre de contribuables de 4,35 millions en 2005 à près de 16 millions en 2010, et les recettes fiscales augmentent d'environ 20 % chaque année pour atteindre plus de 600 000 milliards de roupies indonésiennes en 2010.
En 2010, le Conseil représentatif du peuple (DPR), alors dominé par le parti démocrate et le parti Golkar, accuse Sri Mulyani d'avoir, en 2008, renfloué la Bank Century sans autorisation légale et sans prouver qu'une injection de capital était nécessaire pour empêcher une panique bancaire, coûtant à l'État 6,7 trillions de roupies indonésiennes (soit environ 710 millions de dollars américains à l'époque),,. Sri Mulyani défend alors son plan de sauvetage de la banque, arguant qu'il était nécessaire étant donné les incertitudes pesant sur l'économie mondiale, et nie tout acte répréhensible. L'ancien vice-président de la République et ancien président du Golkar Jusuf Kalla, critique lui aussi ce plan de sauvetage, se positionnant en désaccord avec les affirmations d'anciens responsables de la Banque d'Indonésie selon lesquelles si la banque avait fait faillite, cela aurait eu un impact systémique sur le système bancaire et l'économie du pays. Il affirme alors « Le scandale de la Bank Century est un vol, toute personne qui soutient Bank Century, soutient un voleur. ». Les membres du Comité spécial du DPR s'accordent pour dire qu'il y a eu des transactions suspectes et peut-être frauduleuses pendant ce sauvetage, ainsi que des preuves de blanchiment d'argent. Rappelant qu'ils n'avaient pas l'expertise nécessaire pour aller plus loin, ils ont invité la Police nationale et la Commission pour l'éradication de la corruption à prendre le relais.
En novembre 2013, le journal britannique The Guardian publie un article basé sur les fuites du lanceur d'alerte américain Edward Snowden qui montrent que des services de renseignements australiens ont piraté les téléphones portables des principaux dirigeants indonésiens en 2009, et notamment celui de Sri Mulyani, lorsqu'elle était ministre des Finances.

## Groupe de la Banque mondiale

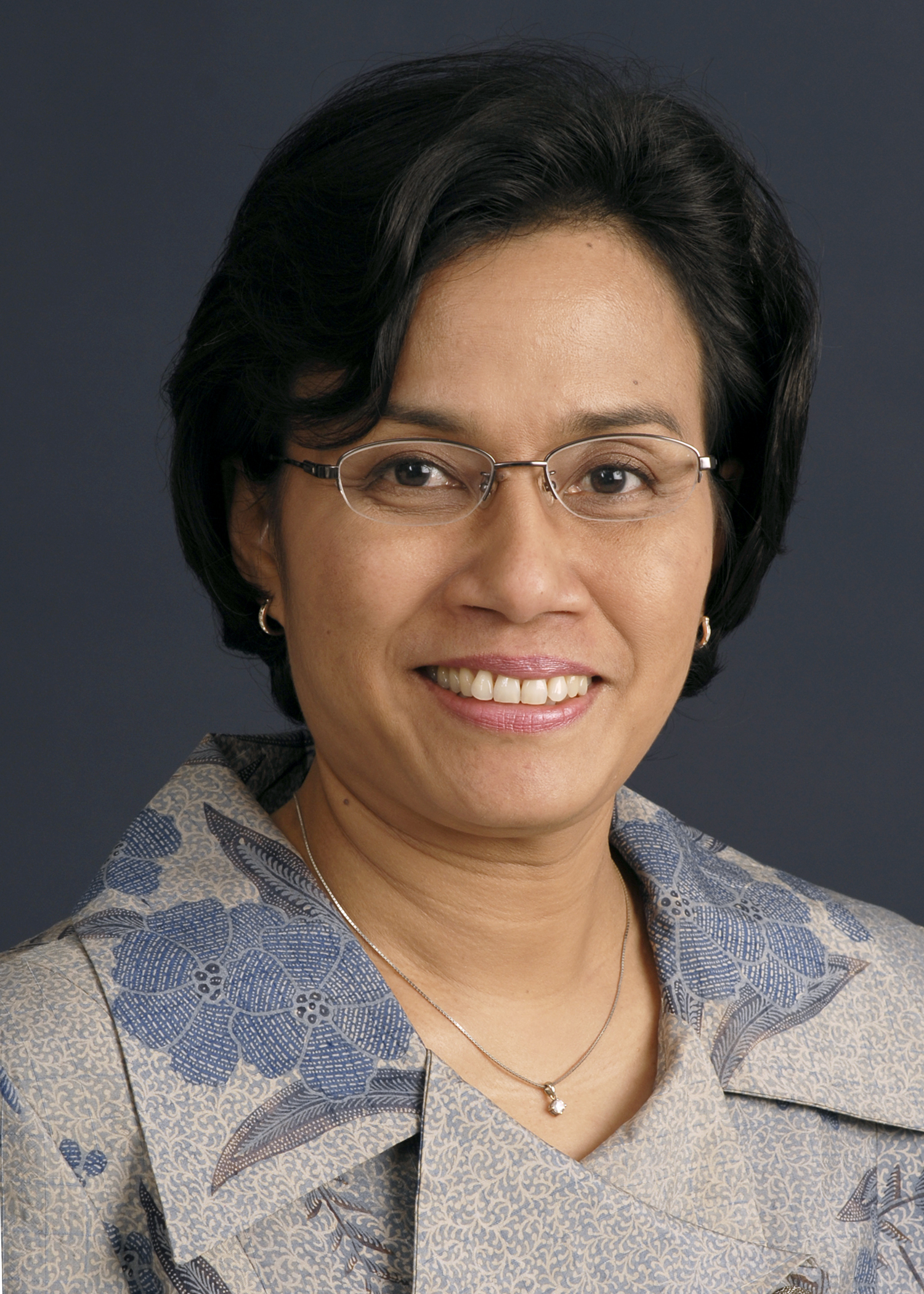
Sri Mulyani en 2010, alors dirigeante du Groupe de la Banque mondiale.

Le 5 mai 2010, Mulyani est choisie pour être l'un des trois directeurs généraux du Groupe de la Banque mondiale, regroupement de cinq organisations intergouvernementales réalisant des prêts à effet de levier pour les pays en développement. Elle remplace ainsi le salvadorien Juan Jose Daboub, qui achève son mandat de quatre ans. Elle supervise alors les actions du groupe dans 74 pays d'Amérique latine, des Caraïbes, d'Asie de l'Est et du Pacifique, du Moyen-Orient et d'Afrique du Nord.
Sa démission en tant que ministre est perçue assez négativement, elle est corrélée à des turbulences financières en Indonésie, la bourse fermant en baisse de 3,8 % après la nouvelle, au milieu d'une large vente en Asie, tandis que la roupie indonésienne chute de près de 1 % par rapport au dollar. C'est la baisse de la bourse indonésienne la plus forte en 17 mois. Des pressions politiques sont évoquées dans les médias comme pouvant avoir été à l'origine de son éviction du cabinet,,. L'influence du président du parti Golkar, Aburizal Bakrie,, hostile envers la ministre notamment en raison de son enquête sur la fraude fiscale au sein du groupe Bakrie, conglomérat de l'huile de palme, du caoutchouc, du charbon et des hydrocarbures, mais aussi en raison de son refus de déclarer le volcan de boue de Sidoarjo, accident industriel causé par un forage d'une société de Bakrie, comme une catastrophe naturelle,.

## Retour au ministère des Finances
En juillet 2016, à l'occasion d'un remaniement ministériel du Cabinet de Travail, elle est choisie par le président de la République Joko Widodo pour prendre les fonctions de ministre des Finances. Elle y remplace Bambang Brodjonegoro (en). Son arrivée au Cabinet porte à neuf le nombre de femmes ministres (soit 26,5 %, si on ne compte pas les ministres délégués), un record pour un cabinet indonésien.
Après les élections de 2019, qui voient la réélection de Joko Widodo à la présidence de la République, elle est reconduite dans ses fonctions, au sein du Cabinet Indonésie En avant. Par la suite, elle retient sa position au sein du Cabinet Rouge Blanc du président Prabowo Subianto, élu en 2024.